# Alejandro de la Barra Villarroel
Alejandro de la Barra Villarroel fue un politólogo y dirigente del Movimiento de Izquierda Revolucionaria (MIR), ejecutado por agentes de la DINA el 3 de diciembre de 1974, junto a su esposa, Ana María Puga Rojas, quién también fue ejecutada. Tenía 24 años a la fecha de la ejecución, el matrimonio tenía un hijo, Álvaro.

## Un matrimonio ejecutado por la DINA
Alejandro de la Barra Villarroel, estaba casado con la actriz Ana María Puga Rojas, eran militantes del Movimiento de Izquierda Revolucionaria (MIR). Ambos eran padres de Álvaro de la Barra quién nació el 10 de agosto de 1973. Alejandro, quién era conocido como el “Nano”, era miembro de la Comisión Política del MIR. Luego de la ejecución del máximo líder del MIR, Miguel Enríquez, los agentes de la DINA siguieron la represión contra otros militantes de la cúpula del MIR, por lo que perseguían al “Nano”. Como este tenía un hijo, que asistía a un jardín infantil, ubicado en calle Andacollo N° 1620 de la comuna de Providencia, los agentes fueron a constatar su existencia el día 2 de diciembre de 1974, revisando los libros de matrícula. El día 3 de diciembre se organizaron en grupos para esperar que la pareja concurriera a retirar del jardín a su hijo. Ana María Puga y Alejandro de la Barra iban llegando al jardín infantil cuando fueron interceptados por los agentes de la DINA quienes los ejecutaron en el mismo auto. Posteriormente fueron llevados al recinto de la DINA de Villa Grimaldi. Desde ese lugar sacaron los cuerpos para llevarlos al Servicio Médico Legal. El hijo fue llevado a la casa de sus abuelos maternos, ante la situación de que nadie lo fue a buscar. Ante el peligro de que el niño fuera detenido por la DINA fue Álvaro salió finalmente de Chile gracias a que a una amiga de sus padres, lo inscribió como hijo natural suyo. Con esa identidad supuesta vivió hasta que en 2005 una sentencia de los tribunales chilenos lo reconoció como hijo de sus padres biológicos. El niño clandestino se subió a un avión con destino a París, para reunirse con su tío Pablo de la Barra. Luego Álvaro viajó con Pablo a Caracas, donde vivía exiliado su abuelo Pedro de la Barra, fundador del Teatro Experimental de la Universidad de Chile.

## Informe Rettig
Familiares de Ana María Puga Rojas y Alejandro de la Barra Villarroel presentaron sus casos ante la Comisión Rettig, Comisión de Verdad que tuvo la misión de calificar casos de detenidos desaparecidos y ejecutados durante la dictadura. Sobre el caso del matrimonio De la Barra Puga, el Informe Rettig señaló que:

“El 3 de diciembre de 1974 falleció el matrimonio formado por Alejandro DE LA BARRA VILLARROEL y Ana María Irene PUGA ROJAS, cientista político y profesora y actriz, respectivamente, ambos militantes del MIR y él dirigente de dicha colectividad.  Ese día fueron emboscados cuando se dirigían a buscar a su hijo a la salida del jardín infantil donde asistía en calle Pedro de Valdivia con Andacollo.  El jardín en cuestión había sido visitado con anterioridad por agentes de la DINA que por esa vía habían podido dar con sus víctimas.
La Comisión llegó a la convicción de que Alejandro de la Barra y Ana María Puga se movilizaban en un automóvil y al llegar a la intersección ya mencionada se les disparó sin que hubiese habido orden de detención ni resistencia de su parte, por lo cual tiene la convicción de que fueron ejecutados por agentes estatales, en violación de sus derechos humanos”.

## Proceso judicial en democracia
El caso de Ana María Puga Rojas y Alejandro de la Barra Villarroel fue investigado por ministro de la Corte de Apelaciones de Santiago, Ministro Leopoldo Llanos, el 14 de julio de 2013 dictó condenas por el delito de homicidios calificados de Alejandro de la Barra Villarroel y Ana María Puga Rojas. El magistrado condenó a los exagentes de la Dirección de Inteligencia Nacional (DINA), por  su participación como autor, cómplice o encubridor de los delitos:
- Manuel Contreras Sepúlveda: 15 años y un día de prisión por su responsabilidad como autor de ambos homicidios calificados;
- Marcelo Moren Brito: 15 años y un día de prisión por su responsabilidad como autor de ambos homicidios calificados;
- Ricardo Lawrence Mires: 15 años y un día de prisión por su responsabilidad como autor de ambos homicidios calificados;
- Pedro Espinoza Bravo: 15 años y un día de prisión por su responsabilidad como autor de ambos homicidios calificados;
- Eduardo Jaime  Astorga: 10 años y un día de prisión por su responsabilidad como cómplice de ambos homicidios calificados, y
- Miguel Krassnoff Martchenko: 5 años y un día de prisión por su responsabilidad como encubridor de ambos homicidios calificados.[3]

En la etapa de investigación, el ministro en visita logró establecer la siguiente secuencia de hechos: “Agentes de la DINA lograron averiguar que los miembros y dirigentes del Movimiento de Izquierda Revolucionario, Ana María Puga Rojas, actriz y profesora, y Alejandro de la Barra Villarroel, cientista político, tenían un hijo de un año y meses de edad que asistía a un jardín infantil, ubicado en calle Andacollo N° 1620 de la comuna de Providencia; los agentes  fueron a constatar su existencia el día 2 de diciembre de 1974, revisando los libros de matrícula; y el día 3 de diciembre del mismo año se organizaron en grupos para esperar que aquellos concurrieran, como lo hacían diariamente, a retirar del jardín al infante; se distribuyeron, aproximadamente a las dieciséis horas, según órdenes e instrucciones  del día anterior, por las calles próximas al citado jardín infantil; en Ricardo Lyon con California, un grupo compuesto por los agentes Rinoldo Alismer Rodríguez Hernández, José Silva, Heriberto Acevedo y José Fritz Sparza; y otro, formado por Ricardo Lawrence, Rufino Jaime y José Valdebenito, se situó en Avenida Bilbao, entre Lyon y Pedro de Valdivia; de esta manera cuando los miembros del primer grupo vieron aproximarse el automóvil “Peugeot 404”,color blanco, que ya conocían, con ambos militantes del MIR en su interior y  que no se detuvo frente al Jardín Infantil, lo que avisaron al otro contingente, de modo que fueron interceptados por este último en el cruce de calle Andacollo con Avenida Francisco Bilbao, disparando contra la pareja, sin que hubiese habido orden de detención ni resistencia de su parte, muriendo ambos a causa de heridas cefálicas y cervicales. Posteriormente, los cuerpos de Ana María Puga Rojas y Alejandro de la Barra Villarroel fueron llevados hasta el recinto de “Villa Grimaldi” y después sus restos trasladados hasta el Servicio Médico Legal, organismo que practicadas  las autopsias respectivas, los entregó a sus familiares”.
En segunda instancia el 7 de agosto de 2014 la Corte de Apelaciones de Santiago ratificó las sentencias dictadas por los homicidios calificados de Alejandro de la Barra Villarroel y Ana María Puga Ortiz. En fallo unánime, la Tercera Sala Corte de Apelaciones de Santiago solo modificó la resolución de primera instancia del ministro Leopoldo Llanos, en la calificación de la participación penal del agente de la DINA Miguel Krassnoff Martchenko, de encubridor a autor de homicidio calificado y, consecuentemente, a aumentar la pena de 5 años y un día a 15 años y un día de prisión.
La Corte de Apelaciones de Santiago confirmó  las sentencias de 15 años y un día de prisión para los exagentes: Manuel Contreras Sepúlveda, Marcelo Moren Brito, Ricardo Lawrence Mires y Pedro Espinoza Bravo, en calidad de autores de ambos homicidios; y de 10 años y un día de prisión para Eduardo Jaime Astorga, en calidad de cómplice.
La Corte Suprema, dictó sentencia final, en el caso de los homicidios del matrimonio de Alejandro de la Barra y Ana María Puga. El  20 de mayo de 2015 la Sala Penal de la Corte Suprema integrada por los ministros Milton Juica, Carlos Künsemüller, Haroldo Brito, Juan Eduardo Fuentes y Lamberto Cisternas, rechazó el recurso de casación presentado contra la sentencia dictada por los homicidios calificados de Ana María Puga Ortiz y Alejandro de la Barra Villarroel.
Por lo que el máximo tribunal ratificó las condenas de 15 años y un día de prisión para los agentes de la DINA: Manuel Contreras Sepúlveda, Ricardo Lawrence Mires, Marcelo Moren Brito, Miguel Krassnoff Martchenko y Pedro Espinoza Bravo, en calidad de autores de ambos homicidios. Asimismo, confirmó la condena de 10 años y un día de prisión para el exagente Eduardo Jaime Astorga, en calidad de cómplice de los ilícitos.

## Documental "Venían a buscarme"
Álvaro de la Barra Puga hijo del matrimonio De La Barra-Puga realizó el documental "Venían a buscarme" donde recuerda su pasado, pero a la vez investiga las causas de la muerte de sus padres. El documental da cuenta del contexto de la represión de los primeros años de la dictadura, como luego el exilio de muchas familias fuera de Chile.